# Галлепорт
Галлепорт (фр. Porte de Hal, нід. Hallepoort) — середньовічні міські ворота Брюсселя, єдиний збережений фрагмент другої міської стіни Брюсселя. Використовуються як музей.

## Історія

### Ворота як частина міських укріплень

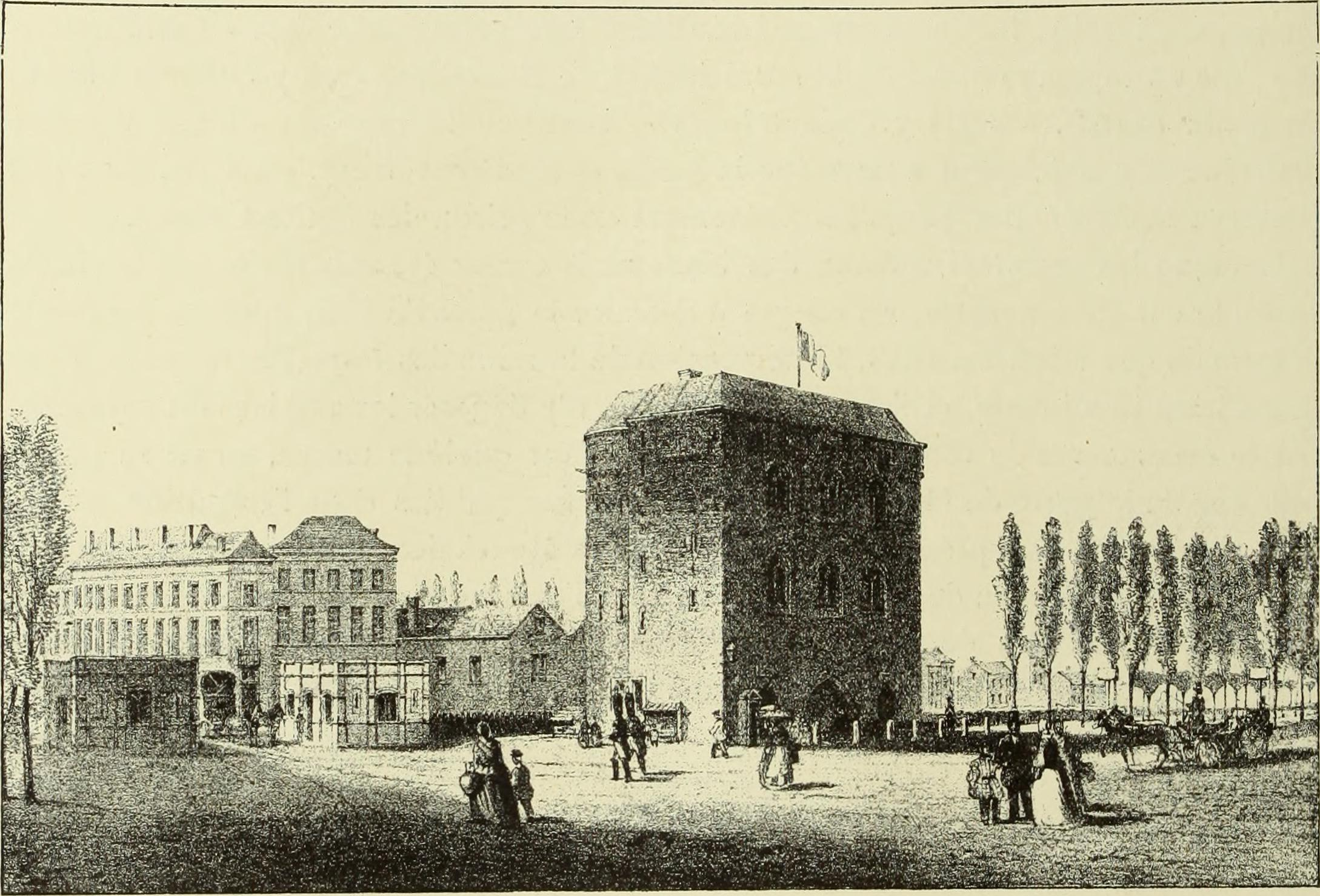
Ворота на малюнку 1612 року

Друга міська стіна Брюсселя, частиною яких був Галлепорт, була побудована між 1357 і 1381—1383 роками. Точна дата побудови самих воріт невідома, за даними архівних документів, час їх спорудження відноситься до проміжку між 1357 або 1360 і 1373 роками. З XVII століття ворота, окрім оборонної та митної, також стали виконувати функцію в'язниці. З XVII століття вони використовувалися як військова в'язниця для полонених, а з 1758 до 1824 — як міська громадянська в'язниця.
У 1782 році австрійський імператор Йосиф II видав указ про ліквідацію міських мурів і укріплень в більшості міст тодішніх Австрійських Нідерландів, в тому числі і в Брюсселі. Знесення міських мурів Брюсселя було остаточно завершено після того, як у 1810 році Наполеон наказав побудувати на їх місці кільце бульварів (нинішнє Мале кільце Брюсселя). Завдяки своїй тюремній функції ворота уникли знесення.

### Ворота в XIX столітті

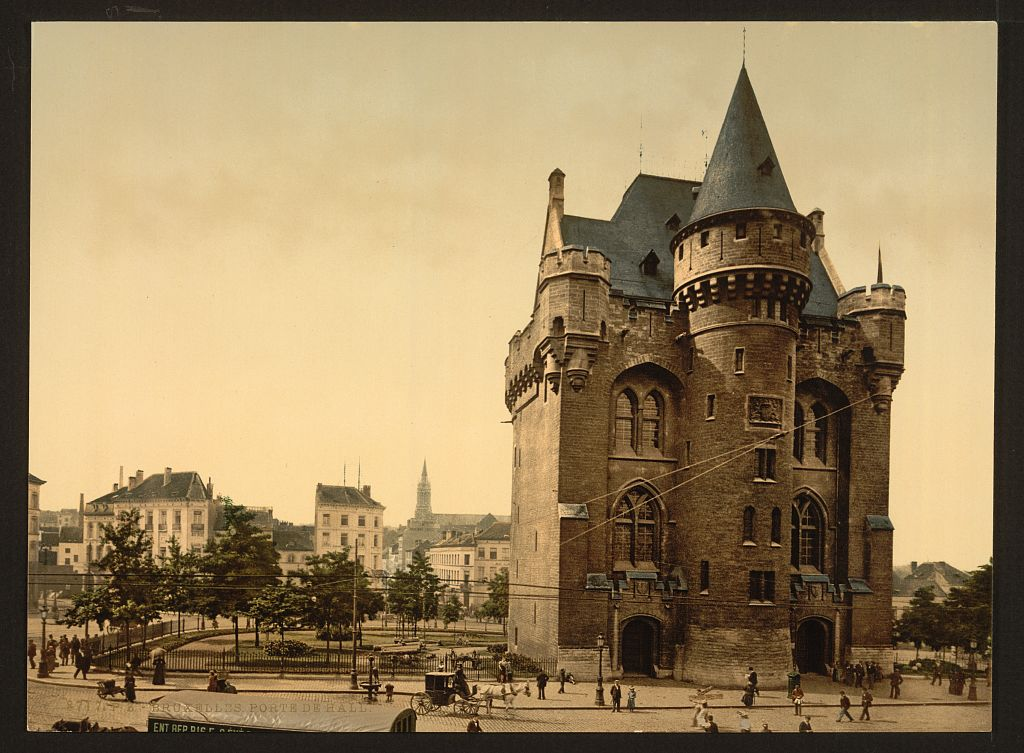
Галлепорт (1890-1900)

Після того, як у 1824 році міську в'язницю вивели з воріт, постало питання про їх подальше використання. У 1827 році за пропозицією тодішнього короля Об'єднаного королівства Нідерландів Віллема I було прийнято рішення про перебудову воріт під архів, але у зв'язку з бельгійською революцією 1830 року ці плани не були втілені в життя. Після незалежності Бельгії існування воріт опинилося під загрозою. Багато жителів Брюсселя і Сен-Жіля вважали, що ворота спотворюють місто. 5 липня 1832 року міська рада ухвалила рішення про знесення воріт. Знесення відклали, почалася дискусія про майбутнє воріт. Втрутилася утворена незадовго до цього Королівська комісія монументів (орган, який займався охороною пам'яток історії). Комісія визнала, що ворота мають історичну цінність, і повинні бути збережені. У 1840 році було прийнято остаточне рішення про збереження воріт.
В 1839 році в художньому журналі «La Renaissance» була опублікована стаття з пропозицією про перетворення воріт на музей. Ця ідея приваблювала багатьох прихильників, і у 1844 році держава доручила архітектору Т. Ф. Сейсу перебудову воріт під музей. У 1847 році у воротах почав діяти Королівський музей зброї, старожитностей та етнології (фр. Musée Royal  d’Armures, d’Antiquités et d’Etnologie). Музей складався з трьох відділів, в яких демонстрували зброю і артилерію, предмети старовини та етнографічні предмети з Китаю, Японії, Африки, Америки і Океанії. Через зростання колекцій у 1889 році в інший музей була перенесена колекція предметів старовини, а у 1906 — етнографічна колекція, після чого в Галлепорті залишилася тільки колекція зброї.

### Неоготична реставрація
|  |  |

У 1850-х роках був оголошений конкурс на реконструкцію та реставрацію брами. У 1860 році цей конкурс виграв архітектор Бейарт (Hendrik Beyaert). Бейарт запропонував відреставрувати (вірніше — перебудувати) ворота у «романтичному» неоготичному стилі. Початковий проект Бейарта виявився занадто дорогим, і архітектору довелося внести в проект численні зміни. У підсумку реставраційні ворота почалися лише 18 серпня 1868 року. Роботи були завершені у 1870 році.

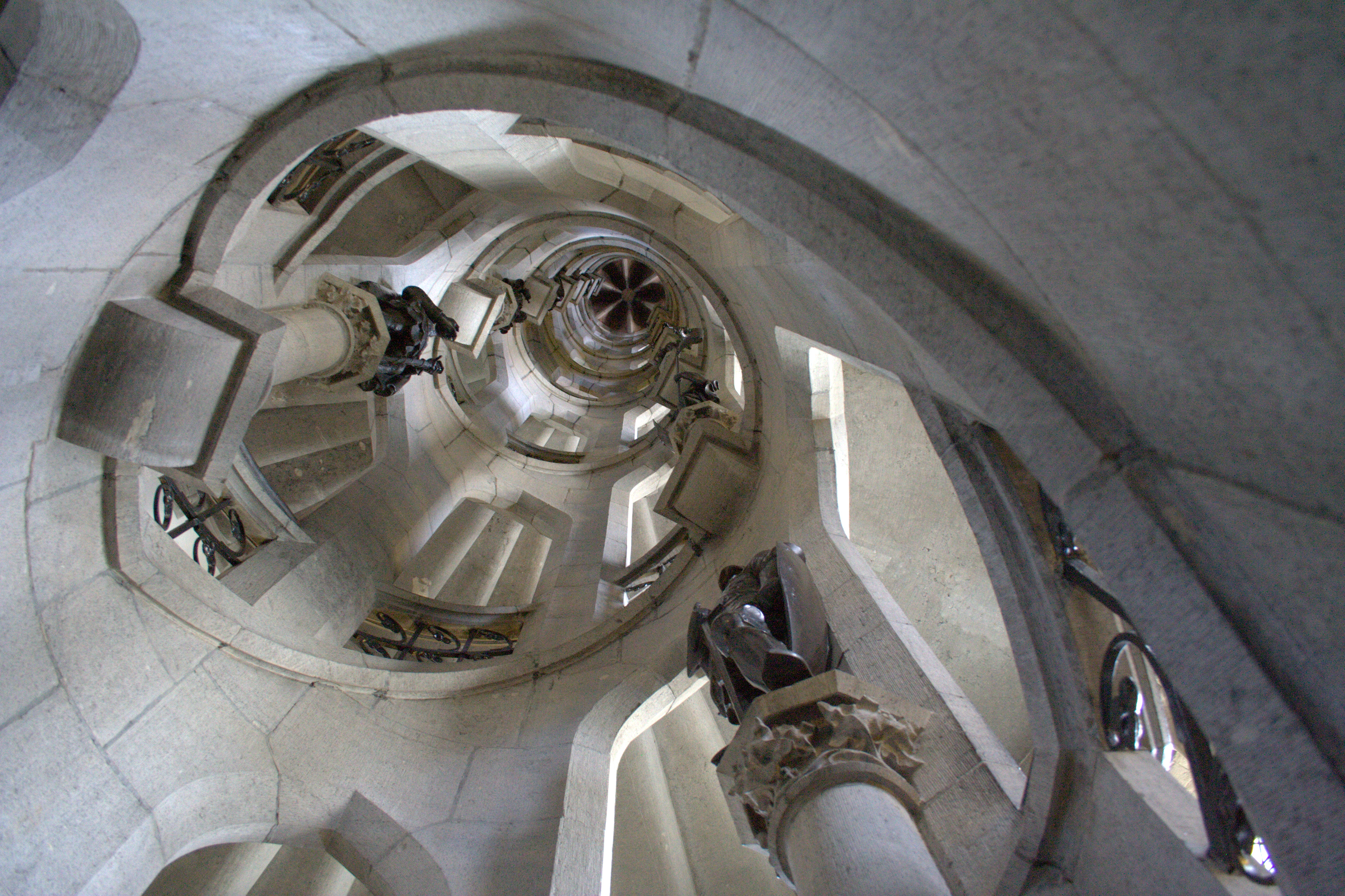
Інтер’єр вежі з гвинтовими сходами

Реставрація Бейарта дуже сильно змінила вигляд воріт, особливо внутрішній фасад (фасад, звернений до історичного центру міста). У воротах була влаштована кругла вежа з гвинтовими сходами, що наполовину виступала з площини внутрішнього фасаду. Вежа вінчалася високим конічним шпилем. З боків від башти були влаштовані неоготичні вікна. Всі ці перебудови не були обґрунтовані історично.

### Друга реставрація воріт
У 1976 році ворота були закриті для публіки у зв'язку з поганим станом та необхідністю нової реставрації. Нова реставрація, що проводилася під керівництвом архітектора Марко Боллена (Marco Bollen), почалася у 1983 році. Нова реставрація відкрила багато середньовічних елементів (машикулі, бійниці тощо). Також в рамках реставраційних робіт були проведені археологічні дослідження воріт і прилеглої території.
У 2008 році ворота знову відкрилися для відвідувачів як філія Королівських музеїв мистецтва та історії. Експозиції музею присвячені історії самих воріт, старовинним зброї та середньовічної історії Брюсселя.